# Antonio Covolo
Antonio Covolo (Salcedo, 17 febbraio 1920 – Bordighera, 6 febbraio 2001) è stato un ciclista su strada, ciclocrossista e dirigente sportivo italiano.
Professionista tra il 1944 e il 1951, partecipò due volte al Giro d'Italia.

## Carriera
Dilettante per la Dopolavoro Maggiani di Torino, ottenne diversi successi. Da professionista gareggiò per la Benotto, la Monterosa e la Fréjus. Fu secondo nel Giro del Piemonte 1946, nella Coppa Agostoni 1946 e nella Milano-Mantova 1947, e terzo nella prima tappa del Giro d'Italia 1948. Fu anche vicecampione italiano di ciclocross nel 1942 e nel 1947.
Nel 1962 fu commissario tecnico della nazionale italiana e nel 1966 fu direttore sportivo della Sanson.

## Palmarès
- 1939 (dilettanti)

Gran Premio di Castellamonte
- 1940 (dilettanti)

Torino-Biella
- 1941 (dilettanti)

Trofeo del Legionario - Forlì
Targa d'Oro Città di Legnano
- 1944

Medaglia d'Oro Città di Monza